# Теодор Сведберг
Теодор Сведберг (на шведски: Theodor Svedberg) е шведски химик и носител на Нобелова награда за химия за 1926 година, от Университета в Упсала.

## Биография
Роден е на 30 август 1884 година във Валбо, Йевлебори, Швеция. Завършва Университета в Упсала.
Работата му с колоиди подкрепя теория за брауновото движение, представена от Айнщайн и полския геофизик Мариан Смолуковски. По време на тази работа, той развива техниката на аналитично ултрацентрофугиране и доказва неговата полезност при сепариране на чисти протеини един от друг.
Умира на 25 февруари 1971 година в Копарбери на 86-годишна възраст.

## Признание
На негово име е кръстена единицата Сведберг (символ S), единица за време, 10-13 секунди или 100 FS, както и Сведберг лабораторията в Упсала.